# Лобьлубл
Лобьлубл (устар. Лобь-лубл) — река в Мурманской области России. Устье реки находится в 32 км по правому берегу реки Шовна. Длина реки составляет 11 км.

## Данные водного реестра
По данным государственного водного реестра России относится к Баренцево-Беломорскому бассейновому округу, водохозяйственный участок реки — Тулома от Верхнетуломского гидроузла и до устья. Речной бассейн реки — бассейны рек Кольского полуострова, впадает в Баренцево море.
Код объекта в государственном водном реестре — 02010000412101000001294.